# Ізобель Єнг
Ізобель Єнг (англ. Isobel Yeung; нар. 2 листопада 1986, Солсбері, Англія, Велика Британія) — британська журналістка, старший кореспондент документального кіно. 
Висвітлювала різноманітні історії та події, що стосувалися основних глобальних проблем, таких як поточні світові конфлікти, тероризм, масові затримання та геноцид. Вона також повідомляла про соціальні проблеми в країнах, що розвиваються, серед яких гендерні ролі, права жінок (наприклад, в Афганістані), психічне здоров'я та корупція. Лауреатка премій «Еммі» та «Грейсі».

## Ранні роки і особисте життя
Народилась 2 листопада 1986 року в Солсбері, Англія, в сім'ї англійки та батька-китайця з Гонконгу. Виросла та провела більшу частину свого раннього життя в Солсбері.
Після закінчення школи Єнг провела рік за кордоном в Азії, підпрацьовуючи моделлю для модних брендів і працюючи редактором публікацій про стиль життя. 2009 року закінчила Ноттінгемський університет. Потім переїхала до Китаю та працювала фрілансером для низки друкованих видань і телеканалів, у тому числі International Channel Shanghai і Центрального телебачення Китаю.
2014 року почала працювати у Vice News і переїхала до Сполучених Штатів, оселившись у Нью-Йорку. У Vice вона переважно була старшим ефірним кореспондентом і продюсером головних шоу, що транслювалися на HBO, спеціалізуючись на лонгрідах та інтерв'ю. Добре відома своїми матеріалами про гендерну дискримінацію та згоду на секс.
З 2017 року зустрічається з британсько-іранським журналістом і режисером Бенджаміном Зандом.

## Репортажі-розслідування

### Репортажі в Афганістані
У 2022 році працювала над темою про стан законності та правосуддя в Афганістані після захоплення влади Талібаном у 2021 році. Єнг також висвітлювала ситуацію з правами жінок під час правління Талібану та поточну гуманітарну кризу в країні, яка спричинена нестачею продовольства та медичних товарів, а також крахом економіки.

### Репортажі в Китаї
2019 року вирушила під прикриттям в Сіньцзян, Китай, щоб розслідувати табори інтернованих для уйгурів та інших етнічних меншин у регіоні з мусульманською більшістю. Вона розповіла про їх масове затримання, розлучення сімей і стеження з боку китайської влади. Під час її роботи китайська поліція та служби безпеки стежили за нею, неодноразово контактували та видаляли записи з камери.

### Репортажі в Україні
На початку 2017 року Єнг відвідала Севастополь, щоб відзняти матеріал, як анексія змінила життя на півострові. Там зустрілась з російським олігархом та колишнім офіцером КДБ Олександром Лебедєвим. Він пояснив своє бачення відновлення колись відомого туристичного місця СРСР. Також взяла інтерв'ю в Олега Зубкова, власника зоопарку та сафарі-парку «Тайган», де він розповів про різке падіння туризму після анексії та перекриття українською дамбою Північно-Кримського каналу. 2018 року була присутня на президентській церемонії України за участю президента Петра Порошенка, присвяченій створенню Православної церкви України. Під час свого візиту взяла інтерв'ю в українських кримчан, які розказали про дев'ять місяців ув'язнення та тортур співробітниками ФСБ за спротив російській окупації, цензуру на півострові та відкриття мосту через Керченську протоку.
2022 року під час російського вторгнення в Україну відвідала Миколаїв під час битви за місто. Під час екскурсії по постраждалому місту з мером Олександром Сєнкевичем зустрілася з родинами солдатів і цивільних, які загинули внаслідок російських бомбардувань міста, зняла на відео залишки касетних боєприпасів. Взяла інтерв'ю у 25-річної мешканки Миколаєва Ольги, а також у її тітки Світлани, яка проживає в Росії, про війну, що триває. Під час розмови по телефону Світлана описує відфільтроване висвітлення війни в Росії та те, як українці не бачать, як «нацисти катують людей [в Україні]» і як «російські війська звільняють Україну від нацистів». Також оглянула окопи 79-ї бригади на схід від міста, відвідала похорони загиблого українського солдата та поспілкувалася з біженцями, які рятувалися від війни.

### Репортажі в Ємені
2018 року поїхала в Аден, щоб висвітлити становище жінок країни під час громадянської війни в Ємені. У своєму репортажі для Vice News «Жінки, що борються за захист Ємену» взяла інтерв'ю у жінок-бійців, дітей-наречених, жертв домашнього насильства, вдів конфлікту та жінок-протестувальників. Жувала кат з державними чиновниками з Міністерства внутрішніх справ Ємену, де вони озвучили своє бачення проблем країни, пов'язаних з гендерною дискримінацією та насильством. Також взяла інтерв'ю у колишніх дітей-солдат руху хуситів.

## Відзнаки
Єнг отримала дві нагороди «Еммі» за репортажі про гуманітарну кризу в Ємені. 2019 року отримала премію Мері Колвін за міжнародну журналістику. 2017 року отримала премію Грейсі в номінації Телевізійний національний репортер/кореспондент за свою роботу над «Правами афганських жінок», а у 2016 році була включена до списку 50 найвпливовіших жінок Америки, складеного жіночим журналом Marie Claire.